# Кучеров, Павел Михайлович
Павел Михайлович Кучеров — советский хозяйственный, государственный и политический деятель, Герой Социалистического Труда.

## Биография
Родился в 1908 году в Грозненском округе. Член КПСС.
С 1931 года — на хозяйственной, общественной и политической работе. В 1931—1976 гг. — рабочий мастерских треста «Укргражданстрой», мастер, начальник смены, начальник цеха, директор Государственного союзного «Сантехзавода», директор сантехзавода в Асбесте, директор Харьковского машиностроительного завода «Кондиционер» Министерства строительного, дорожного и коммунального машиностроения СССР, инициатор создания при заводе Всесоюзного научно-исследовательского института «ВНИИКондвентмаш».
Указом Президиума Верховного Совета СССР от 20 апреля 1971 года присвоено звание Героя Социалистического Труда с вручением ордена Ленина и золотой медали «Серп и Молот».
Делегат XXIII и XXV съездов КПСС.